# ژان-ایو روی
ژان-ایو روی (فرانسوی: Jean-Yves Roy‎؛ زادهٔ ۱۷ فوریهٔ ۱۹۶۹) بازیکن هاکی روی یخ اهل کانادا بود.
از باشگاه‌هایی که در آن بازی کرده‌است می‌توان به نیویورک رنجرز اشاره کرد.